# Rudolf Thanner
Temple de la renommée allemand : 1989
Rudolf Rudi Thanner (né le 20 août 1944 à Füssen en Allemagne et mort le 9 août 2007) est un joueur allemand de hockey sur glace.

## Carrière
Il joue pour l'équipe de sa ville natale, le EV Füssen dans le championnat allemand entre 1964 et 1978. Il remporte le titre de champion d'Allemagne à six reprises en 964, 1965, 1968, 1969 et en 1973. Il totalise 430 matchs en élite pour 73 buts.
Il joue pour l'Allemagne avec son coéquipier de Füssen, Josef Völk qui remporte la médaille d'or aux  Jeux olympiques d'hiver de 1976 à Innsbruck en Autriche sous la direction de Xaver Unsinn. Il participe également aux éditions de 1968 et 1972. Au total, il compte 118 sélections et 20 buts.
Après sa carrière, il est agent de Alois Schloder et il est également par la suite membre du conseil municipal de Füssen entre 1984 et 2002. En 1989, il est admis au temple de la renommée du hockey allemand.
Il décède le 9 août 2007 des suites d'une maladie.